# Ducatul Lorena
Ducatul Lorena (franceză Duché de Lorraine, germană Herzogtum Lothringen), cunoscut până în 1047 ca Ducatul Lotharingiei Superioare (franceză Duché de Haute-Lotharingie, germană Herzogtum Oberlothringen), a fost un stat medieval din cadrul Sfântului Imperiu Roman.

## Originile ducatului
Teritoriul ducatului este rezultatul mai multor partaje succesive ale Imperiului Carolingian. În urma Tratatului de la Verdun din 843 teritoriul imperiului Carolingian este împărțit între Francia occidentală, Francia orientală și Francia de Mijloc. Lorena aparține acesteia din urmă, dar la moartea lui Lothar I, regele Franciei de Mijloc, în 855 teritoriul acestuia este divizat între fii săi. Lorena aparține regatului fiului său, Lothar II, care primește partea de nord cunoscută drept Lotharingia. După moartea lui Lothar II teritoriul său este incorporat treptat în Francia Răsăriteană, precursorul Sfântului Imperiu Roman. În 959 ducele de Lotharingia, Bruno, hotărăște împreună cu fratele său, împăratul Otto cel Mare să divizeze ducatul în două: Ducatul Lotharingiei Inferioare și Ducatul Lotharingiei Superioare. Primul ducat își pierde autoritatea în 1190, fiind divizat în numeroase alte fiefuri feudale, în timp ce cel de al doilea este la originile Ducatului Lorena.

## Lotharingia Superioară

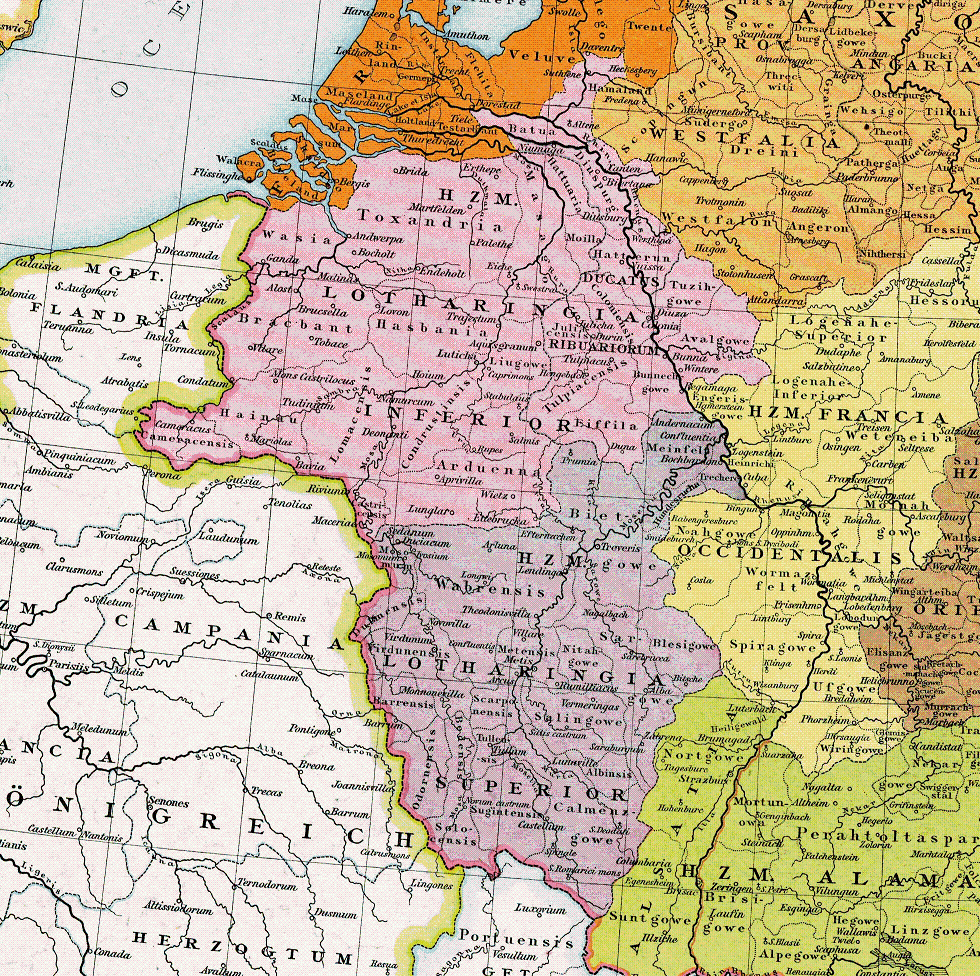
Cele două ducate ale Lotharingiei în jurul anului 1000

Ducele Bruno îl instalează drept vice-duce de Lotharingia Superioară pe Contele de Bar Frederic. Acesta devine duce în 977 iar urmașii săi direcți vor purta titlul până în 1033 la moartea lui Frederic III. Ducatul îi revine astfel lui Gothelon I, care era deja duce de Lotharingia Inferioară.
La moartea acestuia în 1044, fiul său Godefroy al II-lea Bărbosul îi succede în Lotharingia superioară dar nu și în Lotharingia inferioară. Iritat de aceasta, se revoltă, dar este învins și pierde ducatul. Împăratul Henric al III-lea îl numește duce pe contele de Metz, Adalbert. Adalbert este considerat primul duce de Lorena dar moare un an mai târziu în 1048 iar ducatul îi revine fratelui său, Gerard, considerat fondatorul Casei de Lorena.
Situația agitată din această perioadă a dus la revolta și eventuala separare a diverselor domenii ale ducatului, ce vor avea o existență mai mult sau mai puțin independentă pentru restul Evului Mediu. Astfel apar următoarele state în cadrul Imperiului:
- cele Trei episcopate Metz, Toul și Verdun, al căror episcopi vor lua titlul de conte al acestor orașe și vor deveni prinți ai imperiului,
- Comitatul Bar, condus de urmașii lui Frederic III pe linia feminină,
- Comitatul Vaudémont,
- comitatele Salm, Blieskastel, Saarbrücken, Sarrewerden și Zweibrücken.

## Ducatul Lorena
Gerard construiește un castel senioral lângă o mică localitate, Nanceio, localitate ce va deveni capitala ducatului, Nancy. La moartea lui Gerard, contele de Bar și cumnatul lui Frederic III contestă succesiunea, dar împăratul tranșează în favoarea fiului lui Gerard, Thierry. Rivalitatea între ducii de Lorena și seniorii de Bar va subzista până în 1420 când cele două domenii sunt unite sub același duce.
O serie de litigii dintre ducele Theobald și contele de Champagne îl fac pe duce să se declare vasal al acestuia pentru câteva seniorii din vestul ducatului către anul 1220. Un secol mai târziu, căsătoria dintre Ioana de Champagne și regele Franței Filip al IV-lea plasează ducatul sub vasalitatea monarhului francez. În timpul Războiului de o sută de ani sprijinind întâi Franța, apoi trecând de partea burgunzilor. La urcarea pe tronul burgund al lui Filip al III-lea, ducele Carol al II-lea încearcă să ducă o politică de neutralitate prin căsătoria în 1420 a fiicei sale unice cu prințul René de Anjou, moștenitor al ducatului Bar și viitor ginere al lui Carol al VII-lea al Franței.
Succesiunea lui Carol al II-lea este disputată între René și Antoine, nepotul lui Carol al II-lea și cea mai apropiată rudă masculină. Antoine este susținut de Filip al III-lea iar René este luat prizonier la Dijon. În cele din urmă, acesta este eliberat în 1437, timp în care acesta a moștenit titlurile de duce de Anjou, conte de Provence și rege de Napoli. René lasă ducatul fiului său, iar în 1473 ducatul îi revine lui René al II-lea, nepot în același timp al lui René de Anjou și Antoine de Vaudémont. Acesta trebuie să își apere ducatul în fața tendințelor expansioniste ale ducelui burgund Carol temerarul, acesta murind în timpul asediului asupra orașului Nancy în 1477.

## Anexarea franceză

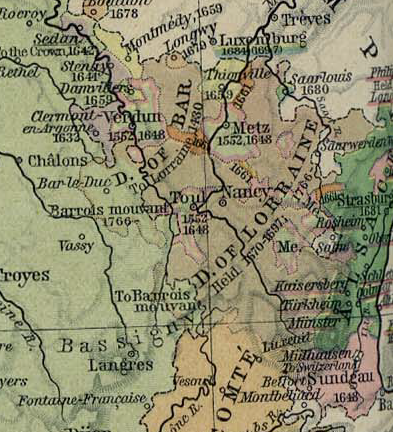
Ducatele Lorena și Bar după 1552

În următorul secol Lorena intră din ce în ce mai mult în zona de interes a regatului Franței. Domeniile ducilor sunt divizate după ce regele Ludovic al XI-lea al Franței nu îi recunoaște lui René succesiunea la domeniile bunicului său. Acestia celui de-al doilea fiu al său, Claude de Guise, fondatorul casei de Guise, familie ce va juca un rol important în Războiul Religiilor din Franța din secolul XVI. Ducii de Lorena susțin cauza catolică din acest conflict, condusă de casa de Guise, dar refuză să intervină. Pentru a rezolva conflictul de succesiune de a moartea regelui Henric al III-lea, este propus pentru tron Henric al II-lea de Lorena, dar acesta nu reușește să adune suficienți susținători.
La moartea lui Henric al II-lea în 1624 fără moștenitori masculini, are loc o criza de succesiune. Aceasta este rezolvată prin căsătoria fiicei lui Henric cu Carol Vaudémont. Regele Franței, Ludovic al XIII-lea, este nemulțumit de compromisul realizat, iar Carol se apropie de familia Habsburg, suveranii Imperiului și principalii opozanți ai regelui Franței. Ducatul este ocupat de trupele franceze de mai multe ori între 1635 și 1697 iar ducii vor fi nevoiți să se refugieze la Viena. Ducele revine în domeniul său abia în urma tratatului de la Ryswick când Ludovic al XIV-lea este de acord cu revenirea lui Leopold, fiul luiCarol al V-lea.
În 1729 ducatul îi revine fiului lui Leopold, Francisc al III-lea. Acesta fiind căsătorit cu Maria Terezia de Habsburg este principalul pretendent la titlul de Împărat al Sfântului Imperiu Roman și totodată viitorul șef al casei de Habsburg. În urma atașării Alsaciei de către Franța în perioada lui Ludovic al XIV-lea, ducatul Lorena se găsește enclavat în regatul Francez, iar posibilitatea ca acesta să aparțină celui mai puternic oponent al regelui Franței este inacceptabilă pentru Ludovic al XV-lea. În 1738 se ajunge la un compromis prin care Frederic renunță la ducat în favoarea lui Stanislas Leszczyński, socrul lui Ludovic al XV-lea, dar primește în schimb Ducatul Toscana. Numirea lui Stanislas la șefia ducatului reprezintă o perioadă de tranziție înainte de integrarea definitivă a ducatului în cadrul regatului francez, ce are loc la moartea acestuia în 1766. Din punct de vedere administrativ, ducatul este deja condus de un cancelar francez, dar Stanislas este lăsat liber să ducă o politică socială și artistică independentă, ce îl face celebru în întreaga Europă. Existența provininciei regale franceze Lorena continuă până la abolirea orânduirii feudale cu ocazia Revoluției Franceze.